# Карчиці
Карчиці (пол. Karczyce, нім. Kertschütz) — село в Польщі, у гміні Костомлоти Сьредського повіту Нижньосілезького воєводства.
Населення — 162 особи (2011).
У 1975-1998 роках село належало до Вроцлавського воєводства.

## Демографія
Демографічна структура станом на 31 березня 2011 року:
|          | Загалом | Допрацездатний вік | Працездатний вік | Постпрацездатний вік |
| -------- | ------- | ------------------ | ---------------- | -------------------- |
| Чоловіки | 82      | 17                 | 55               | 10                   |
| Жінки    | 80      | 14                 | 47               | 19                   |
| Разом    | 162     | 31                 | 102              | 29                   |